# マダム・イン・ニューヨーク
『マダム・イン・ニューヨーク』（English Vinglish）は2012年のインドのコメディ映画。監督はガウリ・シンデー、出演はシュリデヴィとメーディ・ネブーなど。英語の苦手なインド人主婦がニューヨークの英会話学校に通うようになったことをきっかけに自信と誇りを取り戻していく姿を描いている。2012年9月に開催された第37回トロント国際映画祭で初上映された。
主演のシュリデヴィは、1970年代から1990年代にかけて活躍した、インド映画界の伝説的人気女優だが、1997年に結婚・休業し、本作が15年ぶりの復帰作となる。

## ストーリー
インドで夫サティシュと年頃の娘サプナ、幼い息子サガル、そして姑と暮らす主婦シャシは、菓子作りが得意の良妻賢母だが、英語が出来ないなことを娘にバカにされ、コンプレックスを感じている。そんなある日、ニューヨークで暮らす姉マヌから娘ミーラ（シャシにとっての姪）が結婚するのでその準備を手伝って欲しいと連絡が来る。夫の勧めもあって家族に先立ち1人でニューヨークにやって来たシャシだったが、まともに英語を話せないために辛い思いをしてしまう。激しく落ち込むシャシだったが、たまたま目に入った英会話教室の案内に一念発起し、姉をはじめとする家族にも内緒で英会話教室に通うことにする。様々な国からやって来た仲間たちと英語を学ぶ中でメキメキ上達するシャシ。姪の結婚式で新郎新婦に英語で贈るメッセージは素晴らしいものだった。

## キャスト
- シャシ: シュリデヴィ - インドからニューヨークにやって来た女性。
- ローラン: メーディ・ネブー（フランス語版） - 英会話教室の仲間。フランス人シェフ。
- ラーダ: プリヤ・アーナンド（英語版） - シャシの姪。姉ミーラが結婚間近。
- サティシュ: アディル・フセイン - シャシの夫。
- 乗客: アミターブ・バッチャン - 飛行機でシャシの隣席になったインド人男性。
- ケヴィン: ロス・ネイサン - ミーラの婚約者。

## 日本公開
当初、日本では劇場公開の予定は無かった。しかし海外でこの作品を観た映画関係者でない一般人が日本での上映権を買い付け一般公開されることになった。
主演のシュリデヴィは劇場公開前に来日し、インド大使館での記者会見等プロモーションを行った。

## 作品の評価
Rotten Tomatoesによれば、5件の評論のうち80%にあたる4件が高く評価、平均で10点満点中6点を得ていることに加え、一般観客からの3,000件を超える評価での支持率は8割を超えている。